# Gaelic Storm

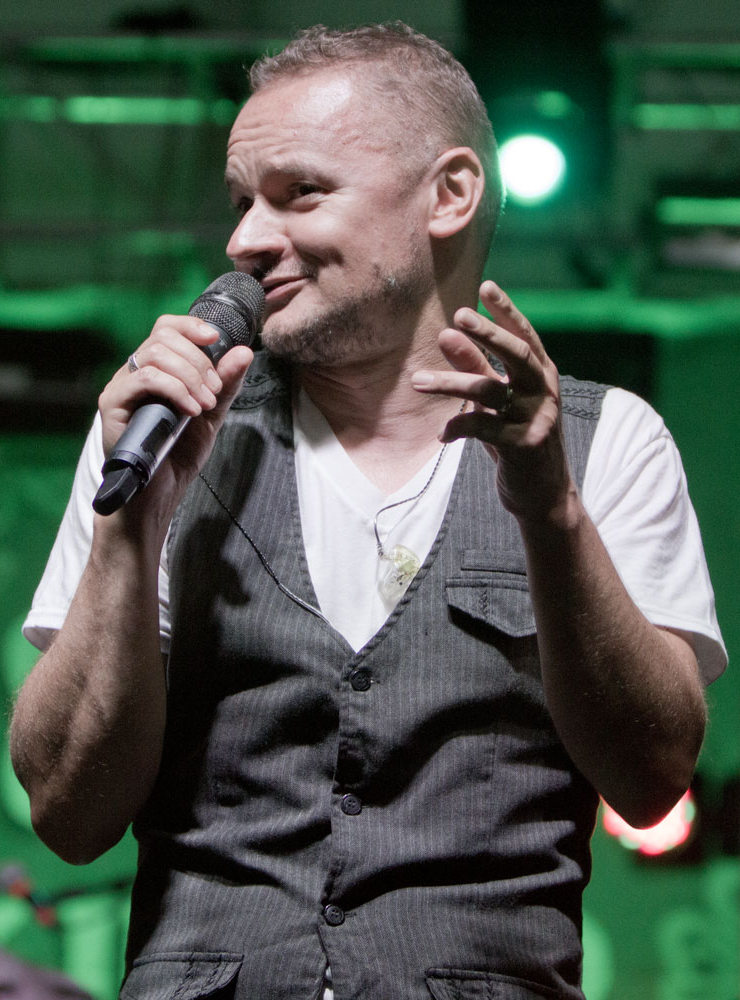
Patrick Murphy de Gaelic Storm en 2015.

Gaelic Storm est un groupe de musique celtique américain, fondé en 1996 en Californie. Ils jouent principalement de la musique irlandaise et écossaise.

## Historique
Gaelic Storm a été fondé en 1996, quand Patrick Murphy et Steve Wehmeyer rencontrèrent Steve Twigger et le joueur de uilleann pipe Brian Walsh pour un concert au O'Brien's Irish Pub and Restaurant, propriété de Patrick Murphy, à Santa Monica (Californie). Il continuèrent leurs prestations durant l’année.
En 1997, Gaelic Storm apparaît dans le film Titanic en tant qu’immigrants de troisième classe, où ils jouaient "An Irish Party in Third Class". Cela les amena à se lancer dans une tournée mondiale, aux États-Unis, au Canada au Royaume-Uni, en France et au Japon.

## Membres
- Patrick Murphy (accordéon, cuillères, bodhrán, voix)
- Steve Twigger (guitare, bouzouki, mandoline, voix)
- Ryan Lacey (djembe, doumbeg, surdo, cajón, voix, percussions)
- Peter Purvis (cornemuse écossaise, Uilleann pipes, DegerPipes, whistle)
- Katie Grennan (violon, voix)

Anciens membres:
- Brian Walsh (Uilleann Pipes)
- Samantha Hunt (violon)
- Kathleen Keane (violon, whistle, voix)
- Felicia Day (violon, voix)
- Ellery Klein (violon, voix)
- Shep Lonsdale (djembe, doumbeg, surdo, percussions)
- Steve Wehmeyer (bodhrán, didgeridoo, voix)
- Tom Brown (cornemuse, Tin whistle, DegerPipes)
- Bob Banerjee (violon)
- Jessie Burns (violon, voix)

## Discographie
- Gaelic Storm (1998)
- Herding Cats (1999)
- Tree (2001)
- Special Reserve (2003) (compilation)
- How Are We Getting Home? (2004)
- Bring Yer Wellies (2006)
- What's the Rumpus (2008)
- Cabbage (2010)
- Chicken Boxer (2012)
- The Boathouse (2013)
- Full Irish (2014) (compilation)
- Matching Sweaters (2015)
- Go Clin a Tree (2017)

## Filmographie
- Titanic (1997)
- Gaelic Storm Live in Chicago (2006)